# Princess Catgirl
Princess Catgirl è il secondo album in studio del musicista norvegese Cashmere Cat, pubblicato nel 2019.

## Tracce
1. For Your Eyes Only – 3:08
2. Watergirl – 2:58
3. Back for You – 2:30
4. Emotions – 2:53
5. Moo – 1:33
6. Without You – 3:24
7. Princess Catgirl – 2:08